# .yt
.ytはマヨット島に割り当てられている国別コードトップレベルドメイン(ccTLD)。管理はAFNICによって行われている。